# Répertoire International des Sources Musicales
Répertoire International des Sources Musicales (zkráceně RISM, česky Mezinárodní lexikon hudebních pramenů, anglicky International Inventory of Musical Sources, německy Internationales Quellenlexikon der Musik) je obecně prospěšná organizace založená roku 1952 v Paříži s mezinárodní působností. Jejím cílem je dokumentace a katalogizace hudebních a muzikologických pramenů v celosvětovém měřítku. Jedná se zároveň o největší globální organizaci svého druhu na poli dokumentace písemných hudebních pramenů.

## Charakteristika
RISM shromažďuje a eviduje hudební prameny, jako jsou notové rukopisy nebo tištěné noty, spisy o hudbě a libreta, které jsou umístěny po celém světě v knihovnách, archivech, církevních archivech, školách či soukromých sbírkách. RISM pak ve svých katalozích uvádí, které materiály jsou k dispozici a kde jsou uchovávány. V oblasti hudby a hudební vědy je RISM ústřední světovou autoritou pro odkazy k hudebním pramenům.